# Xian de Qingtian
Le xian de Qingtian (chinois : 青田县 ; pinyin : qīngtián xiàn ; litt. « xian du champ vert », est un district administratif de la province du Zhejiang en Chine. Il est placé sous la juridiction administrative de la ville-préfecture de Lishui.

## Histoire
Durant la période des Printemps et Automnes et des Sept Royaumes combattants précédent la Chine impériale, l'actuel territoire du Qingtian appartenait au royaume Yue, plus spécifiquement dans la région historique de Ouyue. Lors de l'unification de la Chine par Qin Shi Huang, la nouvellement créée Commanderie de Minzhong incluait dans son domaine la location actuelle de la cité de Qingtian.
Le comté de Qingtian fut créé en 711 a.p.J-C sous le règne de l'empereur Tang Ruizong.
Le territoire du Qingtian fut attribué à divers divisions administratives se succédant lors du passage des dynasties de la Chine impériale, jusqu'en 1911 lorsque la province du Zhejiang à laquelle est rattachée le xian de Qingtian passa sous occupation d'un gouvernement militaire.
Durant les premiers jours de la République de Chine (1912-1949), les systèmes administratifs impériaux de la Dynastie Qing furent abolis. Le xian de Qingtian devint alors un district sous la juridiction de la préfecture de Wenzhou. En Mai 1963, Qingtian fut placé sous la juridiction de la ville-préfecture de Lishui et le resta jusqu'à présent.

## Population et société

### Démographie
La population du district était de 487 448 habitants en 1999.

### Émigration
Le xian de Qingtian a connu ces dernières années un essor fulgurant grâce d'une part à la croissance du pays mais surtout grâce à sa population d'outre-mer, qui s'est principalement installée en Europe et qui investit massivement dans le xian. La diaspora chinoise en Europe fut établie plus tardivement que dans les autres régions du monde et est principalement composée de migrants et descendants de migrants provenant des districts de Qingtian et de Wenzhou. Une exception lorsque l'on voit que l'immigration chinoise en Australie, en Amérique du Nord et dans l'Asie du Sud-Est provient majoritairement des provinces de Guangdong (Canton) et Fujian.
Selon Mette Thunø, en 1987, 88,1% des ressortissants de Qingtian se sont implantés en Europe et 9,4% en Amérique.
Le principal moteur des premières émigrations du xian de Qingtian fut le commerce des pierres sculptées de Qingtian. Cependant, la majorité des émigrants se sont reconvertis vers le commerce à petite échelle (restauration, épicerie...).

### Langue
La population du Qingtian parle les dialectes de Qingtian (青田话) et de Wenzhou (温州话) en plus de la langue officielle du pays, le mandarin (普通话). Ces dialectes font partie du groupe de dialecte Wu propre à la province du Zhejiang. 
Le dialecte de Qingtian possède ses caractéristiques phonétiques propres. Ce dialecte, comparé au mandarin, comporte 4 tonalités supplémentaires, 8 initiales supplémentaires et 14 voyelles supplémentaires[réf. nécessaire]. La grammaire du dialecte se différencie aussi par l'existence d'adverbes propres à ce dialecte.

## La pierre de Qingtian
La xian de Qingtian est sans conteste connu pour la pierre de Qingtian (青田石), une grande partie des yingzhang (印章), des sceaux apposés sur les œuvres de peinture chinoise ou de calligraphie chinoise, proviennent des roches de Qingtian. On retrouve également de nombreux sculpteurs de cette pierre dont les œuvres peuvent monter à des milliers de dollars.